# Exochus serozus
Exochus serozus là một loài tò vò trong họ Ichneumonidae.